# Sidi Zahar
Sidi Zahar (em árabe: سيدي زهار) é uma comuna localizada na província de Médéa, Argélia. De acordo com o censo de 2008, a população total da cidade era de 4 318 habitantes.